# Petrophile vana
Petrophile vana är en tvåhjärtbladig växtart som beskrevs av Cranfield & T.D.Macfarl.. Petrophile vana ingår i släktet Petrophile och familjen Proteaceae. Inga underarter finns listade i Catalogue of Life.